# خرماهی گوش‌استخوانی
خرماهی گوش‌استخوانی (انگلیسی: Bony-eared assfish) گونه ای از روده‌ماهیان است که در اقیانوس‌های گرمسیری و نیمه گرمسیری در اعماق ۱۱۷۱ تا ۴۴۱۵ متر (۳۸۴۲ تا ۱۴۴۸۵ فوت) یافت می‌شود. این گونه به طول ۳۷٫۵ سانتی‌متر (۱۴٫۸ اینچ) رشد می‌کند. این تنها عضو شناخته شده از سرده Acanthonus است.
خرماهی گوش‌استخوانی ممکن است کوچک‌ترین نسبت وزن مغز به بدن را در بین تمام مهره داران داشته باشد.
مانند بسیاری از موجودات دیگر که در اعماق دریا زندگی می‌کنند، نرم و شل و ول با اسکلتشان سبک است. این احتمالاً ناشی از کمبود غذا و فشارهای زیاد ناشی از زندگی در چنین عمقی است که تولید ماهیچه و استخوان را دشوار می‌کند.